# Movie Movie
Movie Movie is een Amerikaanse filmkomedie uit 1978 onder regie van Stanley Donen.

## Verhaal
De film is een parodie op een oude filmformule in twee delen.
1. Dynamite Hands: Een bokser wil met pensioen, maar kan niet stoppen uit geldnood.
2. Baxter's Beauties of 1933: Een theaterproducent komt erachter dat hij gaat sterven.

## Rolverdeling
| Acteur           | Personage                     |
| ---------------- | ----------------------------- |
| George C. Scott  | Gloves Malloy / Spats Baxter  |
| Trish Van Devere | Betsy McGuire / Isobel Stuart |
| Red Buttons      | Peanuts / Jinks Murphy        |
| Eli Wallach      | Vince Marlow / Pop            |
| Harry Hamlin     | Joey Popchik                  |
| Ann Reinking     | Troubles Moran                |
| Jocelyn Brando   | Mama Popchik / Mw. Updike     |
| Michael Kidd     | Pop Popchik                   |
| Kathleen Beller  | Angie Popchik                 |
| Barry Bostwick   | Johnny Danko / Dick Cummings  |
| Art Carney       | Dr. Blaine / Dr. Bowers       |
| Clay Hodges      | Sailor Lawson                 |
| George P. Wilbur | Tony Norton                   |
| Peter Stader     | Barney Keegle                 |
| Jimmy Lennon sr. | Omroeper                      |